# Buddha (album)
Pour le titre sanskrit, voir Bouddha.
Albums de Blink-182
Demo 2
(1993) Cheshire Cat
(1995)
Buddha est le troisième album démo du groupe californien Blink-182. Cet album existe sous deux versions : une première version sortie en 1994 sur cassette alors que le groupe se nommait encore "Blink", et une version remasterisée, sortie en format CD en 1998.
The Family Next Door est une adaptation de The Girl Next Door de Screeching Weasel parue sur l'album Radio Blast en 1992, et reprise telle quelle sur la version CD.

## Liste des pistes

### Version originale
| Buddha | Buddha                 | Buddha                       | Buddha | Buddha | Buddha | Buddha | Buddha | Buddha | Buddha |
| No     | Titre                  | Auteur                       | Durée  |        |        |        |        |        |        |
| ------ | ---------------------- | ---------------------------- | ------ | ------ | ------ | ------ | ------ | ------ | ------ |
| 1.     | Carousel               | Blink-182                    | 2:54   |        |        |        |        |        |        |
| 2.     | TV                     | Blink-182                    | 1:41   |        |        |        |        |        |        |
| 3.     | Strings                | Blink-182                    | 2:25   |        |        |        |        |        |        |
| 4.     | Fentoozler             | Blink-182                    | 2:06   |        |        |        |        |        |        |
| 5.     | Time                   | Blink-182                    | 2:49   |        |        |        |        |        |        |
| 6.     | Romeo and Rebecca      | Blink-182                    | 2:34   |        |        |        |        |        |        |
| 7.     | 21 Days                | Blink-182                    | 4:02   |        |        |        |        |        |        |
| 8.     | Sometimes              | Blink-182                    | 1:08   |        |        |        |        |        |        |
| 9.     | Degenerate *           | Blink-182                    | 2:28   |        |        |        |        |        |        |
| 10.    | Point of View          | Blink-182                    | 1:11   |        |        |        |        |        |        |
| 11.    | My Pet Sally           | Blink-182                    | 1:36   |        |        |        |        |        |        |
| 12.    | Reebok Commercial      | Blink-182                    | 2:36   |        |        |        |        |        |        |
| 13.    | Toast and Bananas      | Blink-182                    | 2:33   |        |        |        |        |        |        |
| 14.    | The Family Next Door * | Screeching Weasel, Blink-182 | 1:47   |        |        |        |        |        |        |
| 15.    | Transvestite *         | Blink-182                    | 3:59   |        |        |        |        |        |        |
| 35:49  |                        |                              |        |        |        |        |        |        |        |

* Ces titres n'apparaissent pas sur la version remastérisée.
- Les chansons Time, Point of View et Reebok Commercial apparaissaient déjà sur les démos Flyswatter et Demo #2.
- Les chansons TV, Romeo and Rebecca, Sometimes, Degenerate et My Pet Sally apparaissaient déjà sur la Demo #2.

### Version remasterisée
| Buddha | Buddha               | Buddha            | Buddha | Buddha | Buddha | Buddha | Buddha | Buddha | Buddha |
| No     | Titre                | Auteur            | Durée  |        |        |        |        |        |        |
| ------ | -------------------- | ----------------- | ------ | ------ | ------ | ------ | ------ | ------ | ------ |
| 1.     | Carousel             | Blink-182         | 2:40   |        |        |        |        |        |        |
| 2.     | TV                   | Blink-182         | 1:37   |        |        |        |        |        |        |
| 3.     | Strings              | Blink-182         | 2:28   |        |        |        |        |        |        |
| 4.     | Fentoozler           | Blink-182         | 2:03   |        |        |        |        |        |        |
| 5.     | Time                 | Blink-182         | 2:46   |        |        |        |        |        |        |
| 6.     | Romeo and Rebecca    | Blink-182         | 2:31   |        |        |        |        |        |        |
| 7.     | 21 Days              | Blink-182         | 4:01   |        |        |        |        |        |        |
| 8.     | Sometimes            | Blink-182         | 1:04   |        |        |        |        |        |        |
| 9.     | Point of View        | Blink-182         | 1:11   |        |        |        |        |        |        |
| 10.    | My Pet Sally         | Blink-182         | 1:36   |        |        |        |        |        |        |
| 11.    | Reebok Commercial    | Blink-182         | 2:35   |        |        |        |        |        |        |
| 12.    | Toast and Bananas    | Blink-182         | 2:26   |        |        |        |        |        |        |
| 13.    | The Girl Next Door * | Screeching Weasel | 2:31   |        |        |        |        |        |        |
| 14.    | Don't *              | Blink-182         | 2:26   |        |        |        |        |        |        |
| 31:55  |                      |                   |        |        |        |        |        |        |        |

* Ces titres n'apparaissent pas sur la version originale.

## Collaborateurs
- Tom DeLonge — Chant/Guitare
- Mark Hoppus — Chant/Basse
- Scott Raynor — Batterie